# Somogyaszaló
Somogyaszaló is een plaats (község) en gemeente in het Hongaarse comitaat Somogy. Somogyaszaló telt 786 inwoners (2001).